# 11247 Wilburwright
A 11247 Wilburwright (ideiglenes jelöléssel 4280 T-3) egy kisbolygó a Naprendszerben. Cornelis Johannes van Houten,  Ingrid van Houten-Groeneveld és Tom Gehrels fedezte fel 1977. október 16-án.